# Протосинайське письмо
Протосина́йське письмо́ або сина́йське письмо́ — абетка, написи яким були знайдені на території півострова Синай у малахітових копальнях. Датується близько XVIII ст. до н. е.
1916 року Алан Гардінер та Курт Зете в ході досліджень з вивчення протосинайських написів, відкритих в 1904—1905 роках. Фліндерсом Пітрі (всього ж збереглося близько 50 написів, частина з яких були знайдені в період між 1927 та 1935 роками) прийшли до висновку, що Синайська писемність є посередником між єгипетською ієрогліфікою і алфавітним письмом. Однак у ході дешифрування синайських написів більш-менш упевнено є можливим говорити про дешифрування лише одного напису, ототожнення імені богині Ба'алат (тим не менш, переконливих доказів походження алфавіту від синайського письма немає, а саме синайське письмо доречніше розглядати як один з найдавніших дослідів зі створення алфавітного письма. Сам Гардінер так відгукувався про дешифрування давньосинайського письма: «На жаль, я не маю даних для читання будь-якого іншого слова, окрім імені Ба'алат; тому дешифрування його залишається не перевіреною гіпотезою».

## Знаки
| Протосинайські | Фінікійські | Єврейський алфавіт | Грецький алфавіт | Латинський алфавіт | Арабський алфавіт |
| -------------- | ----------- | ------------------ | ---------------- | ------------------ | ----------------- |
|                |             | א                  | Α                | A                  | ا                 |
|                |             | ב                  | Β                | B                  | ب                 |
|                |             | כ                  | Κ                | K                  | ك                 |
|                |             | מ                  | Μ                | M                  | م                 |
|                |             | ע                  | Ο                | O                  | ع                 |
|                |             | ר                  | Ρ                | R                  | ر                 |